# Zalmoxis minima
Zalmoxis minima is een hooiwagen uit de familie Zalmoxioidae.